# Mirna Vilasís Camarasa
Mirna Vilasís Camarasa (Sabadell, 5 de maig de 1970) és una cantant i multiinstrumentista catalana.

## Biografia
És fillola de la cantant d'òpera Mirna Lacambra Domènech, fundadora dels Amics de l'Òpera de Sabadell i de l'Orquestra Simfònica del Vallès. Des de petita, Vilasís va estudiar música clàssica (solfeig, harmonia, piano i cant), es va llicenciar en grau mitjà de piano i de cant i va fer estudis de jazz (piano i cant), música tradicional (harmonia i acordió diatònic), dansa, teatre i pedagogia musical.
El 1988, Mirna Vilasís i Xavi Múrcia creen el grup Samfaina de Colors, adreçat a tots els públics, per difondre la música, els instruments i la cultura dels Països Catalans. El 1994, Mirna Vilasís i Xavi Múrcia creen Tralla, una proposta de cançó d'autor basada en el folk i influïda pel jazz, l'ètnic, el clàssic i les noves músiques que va publicar 5 CDs i guanyant amb Com l'olor de la terra molla els premis Enderrock 2018 al millor disc de folk i a la millor cançó. El 1995, Mirna Vilasís i Xavi Múrcia funden La Cobleta de la Selva, cercant la visceralitat i la passió del cant popular català.
El 2009, Mirna Vilasís inicia una carrera en solitari amb Mirna, musicant Maria-Mercè Marçal, Montserrat Abelló, Mercè Rodoreda, Vicent Andrés Estellés, Miquel Martí i Pol, Joan Salvat-Papasseit, Hermínia Mas i Joan Vinyoli. Al CD i la gira de concerts l'acompanyen els músics Marcel Casellas, Pau Figueres, Joan Aguiar “Juantxe”, Perepau Jiménez, Pere Olivé. El 2015, Mirna Vilasís publica el disc Espero meravelles, on musica poemes de Montserrat Abelló i Soler. L'amistat que cantant i poeta varen tenir, afegeix al treball una passió i autenticitat innegables. En l'Any Montserrat Abelló 2018 va participar en molts dels actes oficials de commemoració.

## Discografia[11]

### Samfaina de Colors
- Convit a la festa (PDI, 1994)
- Ralet, ralet (discos a mà, 2001)
- Nou pometes té el cançoner (discos a mà, 2003)
- De bracet (discos a mà, 2009)
- Cançons de Bressol (edicions 62) de Carme Riera i Samfaina de Colors
- Càpsules (discos a mà, 2012)
- Els tres porquets es caguen de por (discos a mà, 2016)
- Els cistells de la Caputxeta (discos a mà, 2018)

### Tralla
- Cançons de ronda (Actual Records, 1995)
- Com l'olor de la terra molla (Actual Records, 1997)
- Fruita del temps (discos a mà, 2001)
- El fill de la terra. El comte Arnau (discos a mà, 2003) de Tralla i l'Esbart Sant Martí

### La Cobleta de la Selva
- Cançons d'aquell temps (Actual Records, 1998)

### Mirna Vilasís
- Mirna (World Village-Harmonia Mundia, 2009) Primer CD en solitari sota el nom artístic de Mirna.
- Espero meravelles (discos a mà, 2015). Disc dedicat a la poeta Montserrat Abelló.

### Mirna i Xavi Múrcia
- Aigua (discos a mà, 2010) de Mirna i Xavi Múrcia i l'Esbart Marboleny